# Слепой дождь…
«Слепой дождь…» — советский короткометражный фильм 1968 года режиссера Виктора Греся.

## Сюжет
Детско-юношеский фильм про первую любовь. Поэтический кинорассказ о робком чувстве мальчишки Саньки к соседской девушке Лене.

## В ролях
- Эльвира Осипова — Лена
- Станислав Бородокин — Олег
- Саша Колосницин — Санька
- Лев Перфилов — мужчина в черных очках

## О фильме
Съёмки фильма велись в Киеве в районе Русановки, на заборе у дома, где живут герои, видна табличка: «Ул. Марины Расковой, 36»[значимость факта?].

«Слепой дождь…» — изображает бытовой Киев шестидесятых — город свежих новостроек: новых игровых площадок и вновь открытых парикмахерских; город первой любви.— Центр Довженко, 2016 год
Фильм-наблюдение — действие происходит в настоящем времени. В нём отсутствует речь, актёры не говорят: художественный образ создается исключительно взаимодействием видеоряда и музыки.
Кроме музыки композитора Станислава Крутикова, в фильме звучат симфония № 40 Моцарта и вторая часть его же сонаты № 16[значимость факта?].
На фоне идущих героев несут афишу (потом она будет установлена на кинотеатре) фильма «Мужчина и женщина» французского режиссёра Клода Лелуша[значимость факта?].

## Награды
- Диплом жюри за режиссуру Всесоюзного фестиваля телефильмов (Ленинград, 1969 год)[5]
- Главный приз «Золотая нимфа» за лучшую режиссуру Международного кинофестиваля телефильмов в Монте-Карло, 1970 год.